# RER E
RER E - одна з п'яти ліній у Réseau Express Régional (укр. Регіональна експрес-мережа), що є гібридом S-Bahn та U-Bahn, обслуговує Париж, Франція та його околиці.
Лінія RER E завдовжки 52,3 км прямує між Парижем та східними передмістями, причому всі потяги обслуговують станції в центрі Парижа, а потім розгалужуються до кінців лінії.
Лінія проходить від західної кінцевої точки Осман — Сен-Лазар (E1) до східної кінцевої точки Шель-Гурне (E2) і Турнана (E4). Під орудою SNCF.
Спочатку мало назву Est Ouest Liaison Express або EOLE, RER E є найновішою лінією у мережі, відкрита в 1999 році, мала розширення в 2003 році та подальше розширеннями на захід, що на 2021 будується (в 2022 до Нантер-ла-Фолі, в 2024 до Мант-ла-Жолі).

## Історія
RER E відкрито 14 липня 1999 від Осман-Сен-Лазар до Шель-Гурне. 
Мала у своєму складі тунель завдовжки 2 км між станціями Осман — Сен-Лазар і Мажанта (яка обслуговує Східний і Північний вокзали).
30 серпня 1999 року на лінію було додано нове відгалуження від Нуазі-ле-Сек до Вільє-сюр-Марн. 
Це відгалуження 14 грудня 2003 року продовжили до Турнана.
13 грудня 2015 року у 19 окрузі Парижа відкрито станцію Роза Паркс.

## Список станцій RER E
| Відгалуження | Станція                           | Зона | Обслуговує муніципалітети         |
| ------------ | --------------------------------- | ---- | --------------------------------- |
| E1           | Осман — Сен-Лазар                 | 1    | Париж                             |
| E1           | Магента                           | 1    | Париж                             |
| E1           | Раза Паркс                        | 1    | Париж                             |
| E1           | Пантен                            | 2    | Пантен                            |
| E1           | Нуазі-ле-Сек                      | 3    | Нуазі-ле-Сек                      |
| E2           | Бонді                             | 3    | Бонді                             |
| E2           | Ле-Ренсі — Вільмомбль — Монфермей | 4    | Ле-Ренсі, Вільмомбль              |
| E2           | Ганьї                             | 4    | Ганьї                             |
| E2           | Шене – Ганьї                      | 4    | Ганьї                             |
| E2           | Шель – Гурне                      | 4    | Шель, Гурне-Сюр-Марн              |
| E4           | Роні-Буа-Пер'є                    | 3    | Роні-су-Буа                       |
| E4           | Роні-су-Буа                       | 3    | Роні-су-Буа                       |
| E4           | Валь-де-Фонтене                   | 3    | Фонтене-су-Буа                    |
| E4           | Ножан – Ле-Перре                  | 3    | Ножан-сюр-Марн, Ле-Перре-сюр-Марн |
| E4           | Ле-Буллеро- – Шампіньї            | 3    | Шампіньї-сюр-Марн                 |
| E4           | Вільє-сюр-Марн – Ле-Плессі-Тревіз | 4    | Вільє-сюр-Марн, Ле-Плессі-Тревіз  |
| E4           | Івріс – Нуазі-ле-Гран             | 4    | Нуазі-ле-Гран                     |
| E4           | Емеренвіль – Понто-Комбо          | 5    | Емеренвіль, Понто-Комбо           |
| E4           | Руассі-ан-Брі                     | 5    | Руассі-ан-Брі                     |
| E4           | Озуар-ла-Ферр'єр                  | 5    | Озуар-ла-Ферр'єр                  |
| E4           | Гретз-Арменвільє                  | 5    | Гретз-Арменвільє                  |
| E4           | Турнан                            | 5    | Турнан-ан-Брі                     |

## Рухомий склад
| Модель                | Клас   | Фото | Тип | Макс швидкість | Макс швидкість | вагонів у потязі | Кількість | Маршрут                                                                        | Рік побудови |
| Модель                | Клас   | Фото | Тип | mph            | km/h           | вагонів у потязі | Кількість | Маршрут                                                                        | Рік побудови |
| --------------------- | ------ | ---- | --- | -------------- | -------------- | ---------------- | --------- | ------------------------------------------------------------------------------ | ------------ |
| MI2N                  | Z22500 |      | EMU | 86             | 140            | 5                | 53        | - всі відгалуження лінії RER E                                                 | 1999         |
| Bombardier Francilien | Z50000 |      | EMU | 86             | 140            | 8                | 45        | (обладнання у спільній експлуатації з лінією P) - всі відгалуження лінії RER E | 2009-        |